# بيورزاكو (مدينة)
بيورزاكو (بالإسبانية: Burzaco)‏ هي منطقة سكنية تقع في الأرجنتين في Almirante Brown Partido. يقدر عدد سكانها بـ 86,113 نسمة وترتفع عن سطح البحر 25 متر.

## أعلام
- ألكسيس سوسا